# 샤르카 스트라호바
샤르카 스트라호바(체코어: Šárka Strachová, 체코어 발음: [ˈʃaːrka ˈstraxovaː], 1985년 2월 11일~)는 체코의 은퇴한 알파인 스키 선수이다. 올림픽에 3회 참가했으며 2010년 동계 올림픽에서 여자 회전 동메달을 획득했다. 또한 세계 선수권 대회에서 금메달 1개, 은메달 1개, 동메달 2개를 획득했다.
결혼 전 이름은 샤르카 자흐롭스카(체코어: Šárka Záhrobská, 체코어 발음: [ˈʃaːrka ˈzaːɦropskaː])이다.

## 개인사
오빠인 페트르 자흐롭스키 또한 알파인 스키 선수로 활동했다.